# Cratere Haughton
Il cratere Haughton è un cratere meteoritico situato nella parte occidentale dell'isola di Devon nel nord del Canada.
Il cratere ha circa 23 km di diametro e un'età di 39 milioni di anni (tardo Eocene). Il meteorite che l'ha originato ha un diametro stimato di circa 2 km. L'isola di Devon è composta da scisto risalente al paleozoico e da siltite su uno strato di gneiss. Quando si formò il cratere lo scisto e la siltite vennero spazzate dall'impatto e venne esposto lo strato sottostante, sono stati identificati materiali appartenenti a strati profondi 1700 metri.